# Самуило (цар)
Самуило или Самуил (буг. Самуил, стсл. Самоилъ), син господара југозападне Македоније Николе, био је један од комитопула (κομητόπουλοι = „кнежевићи“ од κόμησ = „кнез“ и πῶλος = „неискусан младић“) и цар-аутократор (стсл. самодрьжъчь) балканских Словена (976—1014) и Првог бугарског царства (997—1014). Први пут се помиње после смрти цара Петра (969). Заједно са својом поменутом браћом, он је тада „узбунио Бугарску“.
Према Срђану Пириватрићу: "... несумњив је бугарски карактер државе. Очигледан је у владарској институцији, преузетој од царства срушеног 971. године, исто тако и у црквеној, која је у поновном успостављању Бугарског царства одиграла неопходну улогу. Поменуте се и две протобугарске институције, кавхан и ичиргу боила, које показују бугарску традицију и на нижим инстанцама од врховних, црквених и владарских. Најзад, и Битољски натпис показује да је Јован Владислав себе сматрао за Бугарина, а своје поданике за Бугаре."
Самуило и његова браћа поново се јављају на историјској сцени тек после смрти Јована Цимискија (976). Одмах по смрти поменутог они су дигли устанак, који је био уперен против византијске власти. То је био одлучујући корак ка стварању Самуилове државе. Захваљући заузетости цариградске владе у унутрашњим претендентским бунама и у спољним заплетима у Азији, Симеон је, најпре, у друштву са старијом браћом, а после и без њих, нанео Византинцима многе поразе.
Самуило је отцепио од Византије подунавску Бугарску, Македонију изузев Солуна, Тесалију, Епир и Албанију са Драчем. Потчинио је себи све српске земље, заједно са Босном и Рашком, а Далмацију је опустошио све до Задра. Уједно је непрестано вршио притисак на Солун и предузимао испаде у Тракију, а продро је чак и до Пелопонеза.
У међувремену, византијски цар Василије II односећи успех за успехом над својим противницима, како спољним тако и унутрашњим, дејствовао је све јаче и јаче против Самуила на Балкану задајући му озбиљне тешкоће. Коначно у бици код Беласице Василије је довео Самуила до потпуног пораза (1014). Самуило је том приликом једва извукао живу главу утекавши у Прилеп. За собом је оставио 15.000 војника који су по наредби Василија ослепљени. Сваком стотом поштеђено је једно око да може да предводи остале. Такви су испраћени Самуилу, који је пред тим призором сасвим клонуо и духовно и телесно, да би после два дана завршио живот.

## Порекло
О Самуиловој младости не зна се много. Јиречек је на основу Зографског поменика из 16—17. века тврдио да је Шишман I родоначелник нове династије и оснивач „Западнобугарске државе“, а да је Самуило у ствари његов син, који је од папе тражио царску круну. Међутим, на основу Самуиловог натписа из села Герман (крај Преспанског језера) и допуна које је извршио епископ Михаило Деволски у Скиличиној Краткој историји, утврђено је да му је отац Никола, а мајка Рипсима (или Рипсимија), по свему судећи Јерменка, и да је имао три старија брата: Давида, Мојсија и Арона. Не само по мајчином имену, него и по именима појединих чланова његовог рода, која такође личе на јерменска (Алусијан, Прусијан и др.), и по сведочењу Стефана Таронског-Асолика, јерменског историчара с почетка 11. века, није искључено да Самуилов род води порекло од јерменских досељеника из Мале Азије који су се временом словенизирали.
Међутим, како истиче Острогорски, велико је питање колико је сведочанство овог јерменског писца релевантно, стога га вреди узимати с резервом. Асолик за Самуила и његову браћу наводи да су komsajagk’n (синови кома). Ова сложеница настала је тако што су транскрибовани облик за κόμησ и дословни превод за πῶλος (jag) спојени вокалом а, који се умеће при грађењу сложеница, да би се завршили суфиксом за множину k и чланом n, који у овом случају иде на крај речи.
Као и у случају порекла Самуиловог рода, доста је расправљано и о значењу Николине титуле. У византијским изворима термин κόμησ има различита значења. У званичним списковима византијских функционера, овај термин се односи пре свега на војна лица, како у Цариграду тако и у темама. У латинској верзији Скиличине хронике Никола носи назив comes-а (-itis, што у буквалном преводу значи пратилац) а синови comites (ном. мн. од comes). У рановизантијском односно позноримском периоду њу су носила војна лица која су била стационирана на одређеном подручју које је било потчињено војним заповедницима са титулом magister militum.
Међутим, питање је какво је њено значење у овом случају. Златарски наводи да овде тај термин није употребљен у том смислу, да одреди византијског војног заповедника. Напротив, он је ту реч повезао и по звучности а делимично и по значењу (свакако као војни термин) са општом старословенском речју къметъ, која је складу са старим текстовима, које он наводи, означавала „племенитог, истакнутог човека, који је био на високом месту у друштву, а самим тим и у војсци“. Према томе, Никола је засигурно био старешина словенске општине у Македонији и шеф локалне војске, која је отуда врбована. Таква словенска општина каква се јавља у изворима представљала је сама за себе сложено политичко тело, које се састојало не од десетине сеоских имања, већ од десетине градова и села са становништвом које је бројало и до десет хиљада душа. Колики је био њихов потенцијал, говори чињеница да је било таквих општина које су могле дати војску величине оних словенских хорди које су харале балканским тлом током 7. и 8. века.
Ово исто устројство словенских оштина у Македонији било је очувано и онда када су ондашњи Словени припојени Бугарској у 9. веку. Међутим, ради бољег и здравијег односа са централном управом, те словенске општине су за време кнеза Бориса ипак груписане у веће административне јединице, уз задржавање термина какви су къметство (што одговара термину comitatus) и къмет (κόμησ). И по карактеру и по дужности, ови кметови (или комити) су се уклапали у бугарске војводе-бољаре, које је Скилица помиње као οἱ μηγιστᾶνες – готово полунезависни господари који су располагали властитим утврђењима и војском. Неки од њих су били изборни, друге је постављао кнез или цар, али у сваком случају то су представљали најмоћније људе у својој области – μέγα δυνηθέντεζ (= велможе). Понекад би те велможе толико ојачале да су отворено иступале против централне власти, што је био случај са оцем комитопула.
Какву је улогу играо отац комитопула у самом устанку, немогуће је установити. Њега не спомиње ниједан поверљиви извештај нити документ. Он се нигде не среће као учесник како устанка, тако и онога што је следило после тога. Стога, из недостатка поузданих извора, Златарски претпоставља да је Никола умро још почетком устанка. Исто тако остаје нерешено којом је облашћу поменути управљао, а отуда се не може тачно одредити ни епицентар устанка. Међутим, ако се узме у обзир да је последњи бугарски патријарх Дамјан Дрстарски након покоравања Првог бугарског царства (971. ) избегао у Средец (данас Софија), како то наводи друга повеља Василија II (датована у 1020. ), према Златарском, може се претпоставити да је патријарх потражио прибежиште и заштиту у западним крајевима, којима су у то време могли управљати само комитопули. Према овој претпоставци, Никола је имао управу над софијском облашћу и данашњом северном Македонијом. Тамо је по свој прилици најпре центар устанка био Средец, јер је имао врстан географски и стратешки положај: кроз њега су ишли путеви, који су спајали југозападне и северозападне пределе Бугарске.

## Бугарска уочи појаве комитопула
Питање настанка Самуиловог царства изазива много дискусија и неслагања у науци. Према гледишту које заступају бугарски научници, међу којима и Васил Затарски, након покоравања источног дела некадашњег Бугарског царства од стране цара Јована Цимискија и образовања византијских провинција на њеном тлу, западни део, у чији састав су улазили данашња Македонија, јужна Албанија и Западна Мизија (од реке Колубаре са Сремом до Дунава и Етрополске и Ихтиманске планине) наставио је да постоји око пола века, захваљујући својевременом отцепљењу до којег је дошло услед устанка који се избио након смрти цара Петра (969).
| „ | Петар, цар Бугара, обновивши ускоро после смрти своје жене мир, склопи уговор са царевима давши као таоце и своја два сина Бориса и Романа; и после кратког времена умре. После тога послати су у Бугарску његови синови да преузму очево царство, и да кометопуле спрече у даљем напредовању. Давид, наиме, и Мојсије и Арон и Самуило, који су били синови једног од врло снажних комеса у Бугарској, окрену се у одметништво и Бугарску узбуне. | ” |

Смрт цара Петра означила је почетак катастрофе која је била неминовна за Бугарску. Она је пролазила засигурно кроз један од најтежих момената свог постојања: наследници престола, Петрови синови Борис II и Роман налазили су се у Цариграду; у престоници царства и даље је било присутно ривалство између бољара, који је требало да реше у чије руке ће предати врховну власт. Да невоља буде још гора, североисточни део царства окупирали су Руси, спремни да одатле упадну свакога часа.

## Устанак комитопула
Како то тумачи Златарски, не позивајући се притом на било какав поуздан извор који би то потврдио, ситуација каква је описана у претходном одељку послужила је као добар повод за отворену побуну четворице браће: Давида, Мојсија, Арона и Самуила, познатих под именом комитопули, синове једног моћног комеса из западног дела царства.
Према Златарском циљ устанка комитопула је био следећи:
1. да се отворено супротставе мешању Византије у унутрашње прилике;
2. да се услед опасности, која би неминовно уследила са североистока и југа, отцепе од царства;
3. и да се напослетку добро организују против било какве опасности, било то руска, византијска или нека са стране.

У сваком случају, под предводништвом комитопула, како тврди Златарски, устанак се брзо раширио на западни део царства: јасно се ставило до знања да се више неће признавати централна власт. Бугарски бољари у Преславу одлучили су одмах да траже повратак из Цариграда легитимним наследницима краља Петра, не би ли се спречило напредовање комитопула.
Како наводи Златарски, нема сумње да је све то што се десило у Бугарској забринуло тадашњег византијског цара, Нићифора II Фоку. Он је добро схватио да би успех комитопула, који су били непријатељски расположени према њему, могао да донесе Византији нове неприлике. Осим тога, рат са Арабљанима у Сирији је био у току, а у Цариграду је из дана у дан расла опозиција против њега. У таквој ситуацији од првостепене важности је било да одржи у Бугарској старо стање и могућност да утиче на тамошње прилике, па је у складу с тим одлучио да легитимним наследницима обезбеди престо. Али могуће је да је тиме желео да одржи унутрашње немире у Бугарској и на тај начин да разбије њену целовитост. У пролеће 969. Петрови синови Борис и Роман су послати у Преслав.
Нови цар, Борис II (969—971), био је немоћан не само да води самосталну и енергичну политика, него и и да сачува интегритет државе. Сама чињеница, да је дошао на престо са сагласношћу и благословом византијског цара, покузује, да нити се у унутрашњој, нити у спољашњој политици било шта променило, а то је разуме се, није могло да донесе никакво олакшање земљи која је ионако пропатила. Дакле, појава Бориса II у Бугарској као легитимног наследника престола тешко да је могла имати било какав утицај да се заустави роварење комитопула. Како тврди Златарски, иако се не зна ништа о даљним акцијама поменуте браће, сама чињеница да је приликом другог напада Руса на Бугарску изостала помоћ из западних делова, говори о томе да су комитопули наставили с одметништвом и под нови царем.
Међутим цело ово излагање, уобичајено за бугарске научнике, пре би се могло сврстати у хипотезе, јер, како је то утврдио Острогорски, ово тумачење нема основа у изворима. Извори ћуте када је реч о периоду 969—976, уколико се да прихватити да се побуна комитопула, коју спомиње Скилица на оном месту где спомиње и смрт цара Петра (Skylitzes-Cedr. II. 343-44) збила 969. Овај Скиличин податак (Skylitzes-Cedr. II. 347) доста се произвољно ставља у 969. и сасвим се произвољно тумачи као сведочанство о устанку комитопула те године. Пре ће бити, наставља Острогорски, да Скилица узгред спомиње њихов устанак, антиципирајући тај догађај.
За разлику од Острогорског, Пириватрић не сумња у веродостојност ове вести, а као потврду за њу наводи податке који се налазе у стиховима Јована Геометра, византијског песника из 10. века. Међутим, када је реч о закључку да се 969. створила тзв. „Западнобугарска држава“, Пириватрић истиче да нема никакве изворне потврде за то, и да ни сама вест Јована Скилице не саопштава такав развој догађај.
Скилица изричито наводи да је устанак кометопула збио тек после Цимискијеве смрти, односно 10. јануара 976.
| „ | Како су се Бугари у исто време када је умро цар Јован одметнули, власт над њима задобијају четири брата Давид, Мојсије, Арон и Самуило, који беху синови једног врло снажног комеса међу Бугарима и зато су називани кометопулима. | ” |

Из овог устанка развила се држава против које ће Василије II водити напорне борбе. Нема сумње да тај устанак подигнут да би се збацила византијска власт.

## Самуилов успон и пад
На вест о устанку, Борис II и Роман су побегли из Цариграда. Ниједан извор не тумачи под којим се околностима збило ово бекство. Међутим, пролазећи кроз једну шуму, Бориса је погодила стрела неког Бугарина, који је због одела помислио да наилази Ромеј, а пошто је био глувонем, није чуо ко је он. Пошто из лозе цара Петра није више било никога ко би могао да се уздигне до цара, морало се прибећи избору за новог. Избор је пао на синове моћног кнеза Николе, комитопуле: Давида, Мојсија, Арона и Самуила. Сва четворица су узета за бугарске цареве, а уједно и за устаничке вође. Давид је, као настарији брат, био вероватно први по рангу, а остала тројица његови савладари. Од четворице крунисана брата најстарија тројица су ишчезли још у првим годинама устанка. Давид и Мојсије су погинули у Македонији, први је негде између Костура и Преспе убијен од стране неких „влашких путника“ (хајдука?), а други при опсади византијског Сера. Давида је бугарска црква прогласила за свеца. Арона је, пак, било због његовог наводног властољубља, било због тобожњег нагињања Византији, убио у околини Раметанице најмлађи брат Самуило, притом истребивши готово целу његову породицу сем сина му, Јована Владислава, којег је спасио Гаврило Радомир, Симеонов син.
| „ | Од ова четири брата Давид одмах умре убијен између Костура и Преспе и такозваних Лепих Храстова (Καλᾶς δρῦς) од неких Влаха путника а Мојсије погину опседајући Сер, погођен каменом са зидина; а Арона, било стога што је, како се прича, био уз Ромеје, било што је желео да себи приграби власт са целим родом, убио је брат Самуило 14. дана у месеца јула, и у околини Раметанице, а једино је Владислава Јована, његовог сина, спасио Радомир Роман, Самуилов син. И Самуило постаде једини владар целе Бугарске. | ” |

Тако је започела свој живот нова монархија, која се показала чврстом и способном не само да се одржи пред непријатељем, него и да се шири на његов рачун.
Захваљући заузетости цариградске владе у унутрашњим претендентским бунама и у спољним заплетима у Азији, Симеон је предузео низ успешних напада не само на Тракију, Македонију и најближу околину Солуна, већ је продирао дубоко у Тесалију, Средњу Грчку и Пелопонез. Заузео је многа утврђења, а међу њима и Ларису. Тамошњи стратег Хеладе, Кекавмен, признао га је заједно са становништвом за цара и због тога био поштеђен. Међутим, после кратког времена цар Василије је одстранио Кекавмена и именовао новог стратега. Овај није био дорастао Самуилу. Он је глађу натерао Ларису да се преда. Њене становнике претворио је у робове, преселио их у унутрашњост и унео у војне спискове као своје војнике. Из Ларисе су пренете мошти св. Ахила у Преспу, где је била смештена престоница царства. Сазнавши за ово, Василије је решио да се освети Самуилу. Без претходног саветовања са војсковођама, он је окупио војску и упао преко граничних предела Родопа и реке Марице у Бугарску, а у позадини је оставио магистра Лава Мелисона да чува теснаце. Зауставио се у месту Штипон, близу Софије, и тамо се улогоровао.
Лав Ђакон, византијски историчар, који је као свештено лице био у пратњи цара Василија II, у својој Историји описује следеће што се збило:
| „ | Сутрадан после тога, прође војска кроз неку пуну гудура и шумом прекривену долину. Једва се одатле пробивши стиже на стрмину неког теснаца. Ту Мизи нападну Ромеје, побију мноштво људи, заплене царски шатор и благо и заробе целу комору. | ” |

У наставку стоји:
| „ | Преостала војска кроз непроходне планине једва умаче нападу Миза и, изгубивши скоро целу коњицу и опрему коју је носила, докопа се ромејских граница. | ” |

Овај пораз Василије је доживео код тзв. Трајанових врата (данас Ихтиман) 17. августа 986. У том сукобу једва је и сâм избегао смрт од „скитског мача“. Византијски песник, Јован Геометар, саставио је о „Поразу Ромеја у бугарском кланцу“.
| „ | Не бих помислио да ће се икада десити, чак ни кад би се сунце померило, да ће стреле Миза бити јаче од копаља Авсона. Гле, лав дрхти од сусрета са младим јеленима. Чим се, о Фајетоне, спустиш под земљу у твојој златом блиставој, кажи великој души кесара ово: Истар приграби венац Рима, маши се брже оружја, стреле Миза надјачаше копља Авсона. | ” |

С обзиром да су унутрашњи сукоби у Византији трајали неколико година, Самуило је могао неометано да се шири. Отргао је од Византије подунавску Бугарску, Македонију изузев Солуна, Тесалију, Епир и Албанију са Драчем. Продро је и у Зету, одакле је одвео у заробљеништво тамошњег кнеза Јована Владимира. Међутим, док се Владимир налазио у оковима. „упражњавајући дању и ноћу пост и молитву“...
| „ | ...једнога дана кћерка цара Самуила, по имену Косара, потакнута и надахнута Светим Духом, оде код оца и замоли га да јој дозволи сићи са својим слушкињама да би опрала главу и ноге окованих и засужњених, што јој од оца би дозвољено... Уто угледавши Владимира и видјевши да је лијепог изгледа, понизан, питом и скроман, као и да је пун знања и божије мудрости, задржи се са њиме у разговору. Њој се његов говор учини слађи од меда и саћа. И она га заволи... Хтијући га ослободити окова, приступи цару и бацивши се пред његове ноге, овако је говорила: „Мој оче и господару, знам да ћеш ме удати као што је то обичај. Сада, дакле, – ако је по вољи твом величанству – или ћеш ми дати за мужа краља Владимира, кога држиш у оковима, или знај да ћу прије умријети неголи се удати за неког другог човјека.“ Кад је цар ово чуо, а пошто је много волио своју кћерку и пошто је знао да Владимир потиче од краљевског рода, обрадује се и приста да се њена молба испуни... | ” |

У присуству бољара своје државе (magnatibus regni sui), Самуило је дао своју кћер Владимиру за жену.
| „ | Пошто је на краљевски начин обављено вјенчање његове кћерке, цар успостави Владимира за краља и даде му земљу и краљевство његових предака и читав Драчки териториј. | ” |

Уопште, Самуило је потчинио све српске земље, заједно са Босном и Рашком, а Хрватску је опустошио све до Задра. Уједно је непрестано вршио притисак на Солун и предузимао испаде у Тракију, а продро је чак и до Пелопонеза (995/96). Међутим, при повратку са Пелопонеза, Самуило је извукао живу главу из пораза који му је приредио командант Солуна, Нићифор Уран. Он га је изненада напао током ноћи на једној набујалој тесалској реци Сперхију.
Скилица извештава о овоме:
| „ | Кад он [тј. Нићифор Уран] стиже у Солун сазнаде да се Самуило заноси убиством дуке Григорија Таронита и заробљавањем његовог сина и да је већ прешао кроз тесалијску долину Темпе и прешао реку Пенеј и стигао у Тесалију, Беотију и Атику и преко Коринтске превлаке на Пелопонез и све то да је опустошио и опљачкао, и он крену са својим четама и прошавши подножјем Олимпа и стигавши у Ларису и оставивши тамо пртљаг и узевши лако наоружану војску, пређе у Тесалију убрзаним маршевима и пређе Фарсалијску равницу и реку Апидан, те постави логор на обали реке Сперхеја, док је сам Самуило логоровао на супротној страни. Како су се силне кише с неба биле сручиле и река се разлила и у море претворила, није се ни помишљало да је сада сукоб могућан. Али пошто магистар извиди реку у горњем и доњем току и пронађе једно место преко којег је, вероваше, могао прећи, скупи ноћу војску, пређе реку и нападне оне који су око Самуила безбрижно спавали. И огромна војска би побијена, јер се нико не усуди ни да покуша да се браниа, а дубоким ранама беху рањени сам Самуило као и његов син Роман. Они би били заробљени да нису лежали исмешани са мртвима као убијени и, када је пала ноћ, кришом побегли у Етолска брда а одатле су гребенима истих планина прешли Пинд и спасли се у Бугарску... | ” |

Ова изненадна и неочекивана Уранова победа стајала је скупо Самуила. Како сазнајемо од Јахје, антиохијског писца, Самуило је изгубио на хиљаде војника. Њихове главе поменути византијски војсковођа је послао у Цариград, заједно са 12.000 заробљеника. Победа се чинила коначном, јер је Самуило понизно писао цару да ће бити послушан. Међутим, када је изгледало да ће византијски цар прихватити понуду за мир, Самуило се прогласио царем.
Сазнавши за то, Василије је предузео нову офанзиву против Самуилове државе. Отада је Симеон трпео пораз за поразом. Чак ни привремено запоседање Једрена није могло да заустави његов неминован пад. У бици код Скопља Василије II је убедљиво поразио свог противника после чега је задобио Скопље (1004). О томе нас извештава Скилица:
| „ | Приближујући се граду Скопљу, дознаде да је с оне стране реке Аксиса коју сада зову Вардар, Самуило безбрижно логоровао, пошто се поуздавао у поплаву реке. Пошто је неки војник нашао газ и преко њега цара превео, Самуило, изненада нападнут, побеже главом без обзира, и би заузет његов шатор и цео логор. И предаде цару град Скопље Роман, син Петра цара Бугара и Борисов брат... | ” |

Најзад, у бици код Беласице, Василије у садејсву са Нићифором Ксифијом, тадашњим стратегом у Филипопољу (данашњи Пловдив), сасвим уништио Самилову војску (29. јула 1014). По савету овог стратега, Василије је нападао опкопе које су ископали Самуилови војници не били препречили пут Византинцима кроз клисуре Кимбалонгу и Клидон. То је требало да им одврати пажњу од Нићифора, који се упути преко Беласице и...
| „ | ...користећи се дивљим стазама и стрмим путевима 29. јула индикта 12., појави се изненада са војним поклицима и буком, одозго и иза леђа Бугара. Не очукујући ово, они се уплаше и окрену у бекство. И цар продревши кроз напуштено утврђење крену у потеру. Многи падоше, а још више их допадоше ропства, док Самуилу једва пође за руком да избегне опасност захваљући помоћи сина, који је храбро одбијао нападаче и који га посади на коња и одведе у тврђаву звану Прилеп. | ” |

Самуило је, као што се дâ видети, извукао живу главу и утекао у Прилеп. Међутим, оставио је за собом 15.000 војника који нису били те среће.
| „ | Цар даде бугарске заробљенике, којих је, кажу, било око 15 хиљада, ослепети, и нареди да сваку групу од сто ослепљених води један који има једно око и посла их Самуилу. | ” |

Када их је видео тако унакажене, Самуилу је сасвим клонуо, и духовно и телесно. Према Скилици, овако су изгледали последњи тренуци некадашњег великог словенског цара који се борио за слободу Словена од византијског јарма:
| „ | Видећи их он како долазе у таквом броју и поретку, и не подносећи ту несрећу храбро и уздржљиво, спопаде га вртоглавица и несвест и паде на земљу. Присутни му водом и мирисима поврате свест и он се мало опорави. Повративши се затражи да попије хладне воде. Узевши је и попивши је, доби срчани напад и после два дана умре. | ” |

## Црквена политика
Упоредо са изградњом државне власти, Самуило је извршио и преуређење црквених односа. Поред многих епархија које су раније припадале старој Бугарској патријаршији из времена царева Симеона и Петра, под Самуилову власт су током времена потпале и неке епархије које су припадале суседним византијским митрополијама, као што су на пример Драчка или Солунска. Након неолико промена и премештања црквеног средишта (из Доростола преко Сердике у Воден и Моглен), Самуило је ради стварања обједињене црквене власти уредио нови црквени центар у Преспи, где је крајем 10. века на острву Светог Ахилија подигао велики катедрални (саборни) храм, одредивши га за седиште преспанског архиепископа. Делимично сачувани натпис из тог храма сведочи да је Преспанска архиепископија око 1000. године обухватала чак 18 епархија, од којих се у поменутом натпису данас препознају називи само девет: Видин, Главиница, Бер, Битољ, Велбужд, Селасфор (Девол), Скопље, Сердика и Едеса (Воден). Током познијих година Самуилове владавине, упоредо са порастом значаја Охрида као центра политичке власти, у тај град је пренето и седиште архиепископије, која се такође сматрала и патријаршијом.

## Пропаст Самуиловог царства
Убрзо после Самуилове смрти пропало је и његово царство, од којег је Василије преузео многе градове. Самуила је наследио његов син Радомир. Он је наставио да врши отпор Византији, али га ускоро убио брат од стрица, Јован Владислав, осветивши на тај начи очеву смрт. Владислав је био последњи цар у Самуиловом царству. Владао је као и Радомир, кратко и завршио неславно. Закључивши најпре с Василијем мир, па опет обновивши рат, погинуо је 1017. при опсади Драча, који су Византинци одавно заузели. Његовом погибијом устанак је сломљен. Код бољара више није дошло до избора новог цара. Ратна странка се сасвим смањила, а већина је мислила на капитулацију. Сазванвши за то, Василије је похитао да Самуиловој држави зада смртни ударац. Све ређе и ређе је наилазио на отпор. Напротив, све је више било оних бољара који су му радо уступали градове. Зато их је он награђивао високим титулама и звањима.
У Самуиловој престоници, Охриду, њему се предао и охридски патријарх Јован, као и Владислављева удовица, Марија заједно са децом, Радомирова породица, један Самуилов ванбрачни син, у Деволу још два Владислављева сина, у Костуру две Самуилове кћери итд. Колико је Василије на почетку био окрутан према Словенима за време ратовања са њима, толико је сада благо поступао с њима савладао. Заробљенике царске крви и из највиших племићких породица, он је обдарио највишим византијским титулама и задржао их је на византијском двору, или уопште у византијској служби. Охридску патријаршију, Василије је, додуше, деградовао на архиепископију, али је у њој оставио словенског архиепископа Јована и потврдио му његову огромну дијецезу у два наврата (1019 и 1020) Тек када је умро Јован, за архиепископа је дошао Грк по имену Лав. Тако су исто многи бољари остали на својим положајима.
Савладавањем Самуилове државе толико је порастао углед Византије да су се њој својевољно потчинили и српски кнежеви. Чак је и Сирмијум поново потпао под власт Византије. Византијска власт поново се раширила, као у доба Јустинијана I, по читавом Балкану, све до Дунава и Саве, па чак и у Срем преко Саве.